# Отруба (Попово-Лежачанский сельсовет)
Отруба — хутор в Глушковском районе Курской области. Входит в состав Попово-Лежачанского сельсовета.

## География
Хутор находится на реке Сейм, в 0,1 км от российско-украинской границы, в 138 км к юго-западу от Курска, в 23 км к западу от районного центра — посёлка городского типа Глушково, в 4 км от центра сельсовета — села Попово-Лежачи.
Климат
Отруба, как и весь район, расположена в поясе умеренно континентального климата с тёплым летом и относительно тёплой зимой (Dfb в классификации Кёппена).
Часовой пояс
Хутор Отруба, как и вся Курская область, находится в часовой зоне МСК (московское время). Смещение применяемого времени относительно UTC составляет +3:00.

## Население
| 2002 | 2010 |
| ---- | ---- |
| 67   | ↘1   |

## Инфраструктура
Личное подсобное хозяйство. В хуторе 20 домов.

## Транспорт
Отруба находится в 8 км от автодороги регионального значения 38К-040 (Хомутовка — Рыльск — Глушково — Тёткино — граница с Украиной), в 7,5 км от ближайшей ж/д станции Тёткино (линии Хутор-Михайловский — Ворожба, Ворожба — Волфино).
В 177 км от аэропорта имени В. Г. Шухова (недалеко от Белгорода).